# Metil-tiofanat
El metil-tiofanat,[4-(2-fenilen) bis(3-tioalofanat) de dimetil 4] i en anglès: thiophanate-methyl, és un compost químic del grup dels benzimidazols i es fa servir com fungicida sistèmic d'ampli espectre d'aplicació foliar. En principi, es creu que és de baixa toxicitat.
Es va avaluar per primera vegada l'any 1973
Després de la seva aplicació a les plantes es degrada formant carbendazima. A partir de l'any 2007 una revisió de la toxicitat del producte obliga a incloure, a Austràlia, en l'etiqueta que no es pot fer servir per a ús domèstic (not for home garden use).